# ویاچسلاو بوبروف
ویاچسلاو بوبروف (انگلیسی: Vyacheslav Bobrov؛ زادهٔ ۱۹ سپتامبر ۱۹۹۲) بازیکن بسکتبال اهل اوکراین است.